# Liste de locutions latines commençant par G
Aller à l'index de locutions latines
Gaudeamus hodie« Réjouissons-nous aujourd'hui. » Titre d'un célèbre gospel, musique de Rainer Butz.
Gaudeamus igitur« Réjouissons-nous donc. » Chanson estudiantine datant du XVIIIe siècle.
Gaudium in veritate« La joie dans la vérité. » Expression utilisée dans les écrits catholiques. On trouve aussi Gaudium de veritate : « Joie de la vérité. »
Generalia specialibus non derogant« Les cas généraux ne dérogent pas aux cas spécifiques. » (Locution de droit anglo-saxon.) Lorsque dans une affaire un cas général et un cas particulier peuvent être invoqués, c'est le cas particulier qui s'applique.
Generis virtus nobilitas !« La vertu de la race c'est la noblesse ! » La formule est due d'abord à Aristote, dans un ouvrage sur la noblesse, aujourd'hui perdu mais dont un long fragment a été conservé par Stobée. Celui-ci rapporte, en latin, la formule nobilitas idem est quod virtus generis « La noblesse est la vertu de la race. » C'est-à-dire qu'une race (une lignée) n'est noble que dans la mesure où elle pratique la vertu. La devise de l'empereur Claude, Generis nobilitas, virtus « les vertus sont le propre des races nobles » a le sens réciproque, c'est-à-dire, évidemment, bien différent, voire spécieux.
Genius loci« Le génie du lieu. » Les aspects distinctifs, l'atmosphère particulière d'un lieu, tels qu'ils peuvent être célébrés dans les arts, la littérature, les légendes… À l'origine, le genius loci était un esprit protecteur particulier, représenté sous forme d'un serpent.
Gens humana ruit per vetitum« La race des humains se précipita dans le crime. » Horace, Odes 1, 3, 26. Voir ici le vers dans son contexte.
Genus irritabile vatum« La race irritable des poètes. » Horace, Épîtres, 2, 2, 102. Voir ici le vers dans son contexte.
Gesta non verba« Moins de mots, des actes. » Formule déjà populaire à Rome contre les politiciens. Paraphrasée ironiquement en mai 1968 : Assez d'actes, des mots.
Gladius legis custos« Le glaive gardien de la loi. » Devise gravée au fronton du palais de justice de Paris : La force est au service du droit.
Gloria in Excelsis Deo« Gloire à Dieu au plus haut des cieux. » Premiers mots de la prière chrétienne du Gloria.
Gloria Patri« Gloire au Père. » Premiers mots de la doxologie Gloria Patri et Filio et Spiritui Sancto.
Gloria Patri et Filio et Spiritui Sancto« Gloire au Père, au Fils et au Saint Esprit ». Dans le rite catholique, doxologie, c'est-à-dire court hymne ou chant de louange, pouvant être proclamée ou chantée en divers moments de la liturgie.
Gloria Victis« Gloire aux vaincus ! » Titre d'un monument sculpté d'Antonin Mercié dont l'original se trouve à Washington aux États-Unis et une copie sur la place Jean-Moulin de Bordeaux, célébrant les soldats tués lors de la guerre franco-prussienne de 1870. (S'oppose au Væ victis ! du chef celte Brennus après la conquête de Rome.)
Graecia capta ferum victorem cepit« La Grèce soumise soumit son farouche vainqueur. » Horace, Épîtres, 2, 1, 156. La culture des Grecs, soumis par les Romains, s'imposa au vainqueur. Voir ici le vers dans son contexte.
Graecum est, non legitur« C'est du grec, cela ne se lit pas. » Formule des scribes peu instruits du Moyen Âge lorsqu'ils devaient recopier un mot ou un passage en grec dans un texte latin.
Grammatici certant« Les savants ne sont pas d'accord entre eux. » Abréviation de la formule plus complète : Grammatici certant et adhuc sub judice lis est. « Les savants ne sont pas d'accord entre eux et la question demeure à juger. » Au Moyen Âge, le terme grammatici désigne les savants ; quant aux questions examinées, elles sont essentiellement d'ordre logique et théologique.
Gratis pro deo« Pour l'amour de Dieu. » S'emploie pour désigner toute action désintéressée, de façon éventuellement ironique. En français : travailler « pro deo » travailler « pour le Roi de Prusse » ; travailler « pour les beaux yeux de… »
Graviora manent« Le pire est à venir. » L'expression se trouve dans l’Énéide de Virgile 6, 1, 2, 84. Voir ici le texte virgilien.
Grosso modoLittéralement : « De manière grossière. » En gros ; approximativement.
Gutta cavat lapidem (non vi sed saepe cadendo)« La goutte creuse la pierre (non pas par force, mais en tombant fréquemment) » ; « La goutte fait un trou dans la pierre (pas par force, mais en tombant souvent) ». La première partie de la locution se trouve dans les Pontiques d'Ovide (Epistulae ex Ponto, IV, 10, 5) la deuxième partie a été complétée au Moyen Âge par un anonyme.
Aller à l'index de locutions latines

### Gens humana ruit per vetitum
Horace, Odes, 1, 3, 26. [Traduction : Ch.-M. Leconte de Lisle (1818-1894) ; Horace, traduction nouvelle ; Paris, A. Lemerre, 1911.]
| Audax omnia perpeti gens humana ruit per uetitum nefas ; audax Iapeti genus ignem fraude mala gentibus intulit ; post ignem aetheria domo subductum macies et noua febrium terris incubuit cohors semotique prius tarda necessitas leti corripuit gradum. | Audacieuse à tout braver, la race humaine se rua vers l'impiété défendue. L'audacieux fils de Japet, par une ruse mauvaise, donna le feu aux nations. Après que le feu eut été ravi à la demeure éthérée, la maigreur et la foule inconnue des maladies tomba sur la terre, et la nécessité autrefois tardive de la mort reculée hâta le pas. |
Retour à la liste des locutions latines

### Genus irritabile vatum
Horace, Épîtres, 2, 2, 102. [Traduction : Ch.-M. Leconte de Lisle (1818-1894) ; Horace, traduction nouvelle ; Paris, A. Lemerre, 1911).
| Multa fero ut placem genus inritabile uatum, cum scribo et supplex populi suffragia capto ; idem finitis studiis et mente recepta opturem patulas impune legentibus auris. | Je supporte beaucoup afin de plaire à la race irritable des poètes, tandis que, moi-même, j'écris et mendie les suffrages du peuple ; et je peux, ayant accompli ma tâche et recouvré l'esprit, fermer impunément mes oreilles aux lecteurs. |
Retour à la liste des locutions latines

### Graecia capta ferum victorem cepit
Horace, Épîtres, 2, 1, 156. [Traduction : Ch.-M. Leconte de Lisle (1818-1894) ; Horace, traduction nouvelle ; Paris, A. Lemerre, 1911.]
| Graecia capta ferum uictorem cepit et artes intulit agresti Latio ; sic horridus ille defluxit numerus Satrunius, et graue uirus munditiae pepulere; sed in longum tamen aeuum manserunt hodieque manent uestigia ruris. | La Grèce, soumise, soumit son vainqueur farouche et porta les arts au Latium sauvage. Ainsi s'amollit l'horrible mètre saturnien, et les élégances polirent sa rouille grossière ; mais les traces de sa rudesse subsistèrent longtemps et persistent encore aujourd'hui. |
Retour à la liste des locutions latines

### Graviora manent
Virgile, l’Énéide, 6, 1, 2, 84. [Traduction : Université catholique de Louvain.]
Énée consulte la Sybille :
| At, Phoebi nondum patiens, immanis in antro bacchatur uates, magnum si pectore possit excussisse deum ; tanto magis ille fatiga os rabidum, fera corda domans, fingitque premendo. Ostia iamque domus patuere ingentia centum sponte sua, uatisque ferunt responsa per auras : "O tandem magnis pelagi defuncte periclis ! Sed terrae grauiora manent. In regna Lauini Dardanidae uenient; mitte hanc de pectore curam ; sed non et uenisse uolent. Bella, horrida bella, et Thybrim multo spumantem sanguine cerno. | Mais, dans son antre, ne subissant pas encore de Phébus l'immense emprise, la prêtresse s'agite comme si elle pouvait secouer de sa poitrine le grand dieu qui, de plus belle, harcèle sa bouche écumante, dompte son cœur farouche et la maîtrise en la pressant. Et déjà les cent immenses portes de sa demeure se sont ouvertes d'elles-mêmes et transmettent à travers les airs les réponses de la prophétesse : "Ô toi qui as enfin triomphé des grands périls de la mer (mais sur terre le pire est à venir), les Dardanides parviendront au royaume de Lavinium (ôte ce souci de ton cœur), mais ils souhaiteront aussi n'y être pas venus. Je vois des guerres, d'horribles guerres, et le Thybris écumant d'un sang abondant." |
Retour à la liste des locutions latines